# Ihle zwischen Friedensau und Grabow
Die Ihle zwischen Friedensau und Grabow ist ein FFH-Gebiet in der Stadt Möckern und der Gemeinde Möser im Landkreis Jerichower Land in Sachsen-Anhalt.

## Allgemeines
Das FFH-Gebiet ist rund 4,8 Hektar groß. Es überlagert sich mit dem Landschaftsschutzgebiet „Möckern-Magdeburgerforth“. Es ist durch die Landesverordnung zur Unterschutzstellung der Natura 2000-Gebiete im Land Sachsen-Anhalt (N2000-LVO LSA) seit dem 21. Dezember 2018 rechtlich gesichert. Zuständige untere Naturschutzbehörde ist der Landkreis Jerichower Land.

## Beschreibung
Das FFH-Gebiet liegt nordöstlich von Magdeburg im Norden des Flämings. Es umfasst einen 4,8 km langen Abschnitt der Ihle zwischen Friedensau und Grabow mit den unmittelbaren Uferbereichen. Die Ihle als naturnahes Fließgewässer wird im FFH-Gebiet nahezu vollständig von Gehölzen in Form eines Galeriewaldes begleitet. Daran schließen sich außerhalb des FFH-Gebietes liegend bewaldete Flächen bzw. landwirtschaftliche Nutzflächen an.
Der Galeriewald entlang der Ihle wird aus Schwarzerle, Gemeiner Esche, Stieleiche und Hängebirke gebildet. In der Strauchschicht stocken Hasel, Schwarzer Holunder und Vogelbeere, die Krautschicht wird von Gemeinem Frauenfarn, Sumpfsegge, Winkelsegge, Großer Sternmiere und Hopfen gebildet. Die Ihle mit überwiegend sandigen Sohlsubstraten verfügt an wenig beschatteten Stellen über Wasservegetation aus Schmalblättrigem Merk, Flutendem Schwaden und Einfachem Igelkolben.
Das Gebiet ist Lebensraum der Grünen Flussjungfer. Weiterhin ist es Nahrungshabitat verschiedener Fledermausarten. So wurden hier Großes Mausohr, Großer Abendsegler, Große und Kleine Bartfledermaus, Mops-, Wasser-, Zwerg- und Fransenfledermaus nachgewiesen. Temporär besetzt ist eine Ansiedlung des Bibers. Der Fischotter nutzt das Gebiet zumindest als Wanderkorridor. In der Ihle sind unter anderem Bachforelle und Hasel heimisch. Weiterhin ist das FFH-Gebiet Lebensraum unter anderem für Grasfrosch und Kammmolch.
Das FFH-Gebiet wird südlich von Grabow von der Bundesautobahn 2 gequert.